# Али и Нино (фильм, 2016)
«Али и Нино» (англ. Ali and Nino) — британско-азербайджанский мелодраматический фильм, снятый Асифом Кападиа по одноимённому роману Курбана Саида. Мировая премьера ленты состоялась 27 января 2016 года на международном кинофестивале «Sundance».

## Сюжет
Фильм рассказывает историю любви между азербайджанцем-мусульманином и грузинкой-христианкой в конце 1910-х годов на фоне политических событий того времени (I мировая война, революция, Гражданская война, провозглашение Азербайджанской Демократической Республики и её крах).

## В ролях
- Адам Бакри — Али Хан Ширваншир
- Мария Вальверде — Нино Кипиани
- Мэнди Патинкин — князь Кипиани
- Конни Нильсен — княгиня Кипиани